# Luvia
Luvia [ˈluʋiɑ] ist eine ehemalige Gemeinde mit 3329 Einwohnern (Stand 31. März 2016) in der südwestfinnischen Landschaft Satakunta. Sie liegt 20 Kilometer südlich der Hafenstadt Pori an der Küste des Bottnischen Meerbusens. Luvia ist ausschließlich finnischsprachig.
Die Gemeinde bestand seit 1870 und umfasst neben dem Kirchdorf Luvia die Orte Hanninkylä, Korvenkylä, Lemlahti, Luodonkylä, Löytty, Mikola, Niemenkylä, Peränkylä, Sassila, Sittlahti und Väipäre. Die Kirchengemeinde wurde erst 1901 unabhängig, vorher zählten die Dörfer zur Kirchengemeinde des Nachbarortes Eurajoki.
Die Pfarrkirche von Luvia wurde von 1908 bis 1910 nach Plänen von Josef Stenbäck im Stil der finnischen Nationalromantik aus roten Granit- und Sandbruchsteinen erbaut; die Altartafel aus dem Jahr 1912 stammt von Ilmari Launis. Zu den Sehenswürdigkeiten Luvias zählt weiterhin ein 35 Meter hoher Leuchtturm auf der Insel Säppi, erbaut im Jahr 1873.
Luvia ist auch der Gründungsort der ersten finnischsprachigen Baptistengemeinde. Sie wurde 1870 von einem Seemann namens Henriksson gegründet.
Luvia ist seit Anfang 2017 Teil der Gemeinde Eurajoki.

## Persönlichkeiten
- Iivari Kyykoski (1881–1959), Turner